# Arsenal de l'Aéronautique
L'Arsenal de l'Aéronautique, semplicemente conosciuta come Arsenal, era un'azienda aeronautica statale specializzata in velivoli militari creata nel 1936 dal governo francese con sede a Vélizy-Villacoublay. Negli anni antecedenti allo scoppio della seconda guerra mondiale, sviluppò una serie di tecniche avanzate applicate a velivoli da combattimento, ma nessuno di questi vennero prodotti in quantità sufficiente per essere in grado di essere utilizzati contro l'invasione tedesca.
Alla fine del conflitto l'azienda venne trasferita a Châtillon-sous-Bagneux, quindi privatizzata nel 1952 assumendo la nuova denominazione Société Française d'Etude et de Constructions de Matériel Aéronautiques Spéciaux, abbreviata in SFECMAS.

## Produzione
- Arsenal VG 30 (1938)  - caccia monomotore monoplano ad ala bassa motorizzato Hispano-Suiza 12Xcrs, un prototipo costruito.
- Arsenal VG 31 - variante del VG-30 motorizzata Hispano-Suiza 12Y-31, un prototipo costruito.
- Arsenal VG 32 - variante del VG-30 motorizzata Allison V-1710C-15, un prototipo costruito.
- Arsenal VG-33 - versione di produzione del VG-31.
- Arsenal VG-34 - versione del VG-33 motorizzata con il più potente Hispano-Suiza 12Y-45, un prototipo costruito.
- Arsenal VG-35 - versione del VG-33 motorizzata con la nuova versione dell'Hispano-Suiza 12Y-51, un prototipo costruito.
- Arsenal VG-36 - versione del VG-33 motorizzata con la nuova versione dell'Hispano-Suiza 12Y-51 e dotata di radiatore modificato, un prototipo costruito.
- Arsenal VG-37 - progetto di una nuova versione del VG-33 a lungo raggio; non realizzata.
- Arsenal VG-38 - progetto di una versione rimotorizzata del VG-33; non realizzata.
- Arsenal VG-39 - versione del VG-36 motorizzata con un Hispano-Suiza 12Y-89 caratterizzata dal muso più lungo e profilato, un prototipo costruito.
- Arsenal VG-40 - progetto della variante del VG-39 motorizzata Rolls-Royce Merlin III; non realizzata.
- Arsenal VG-50 - progetto della variante del VG-39 motorizzata Allison V-1710-39; non realizzata.
- Arsenal VB 10 (1945) - caccia bimotore in tandem con doppia elica coassiale, prodotto in sei esemplari.
- Arsenal O.101 (1947) - monomotore biposto sperimentale per ricerche aerodinamiche, un prototipo realizzato.
- Arsenal VG 70 (1948) - monomotore sperimentale a getto ad ala alta, un prototipo realizzato.
- Arsenal VG 80
- Arsenal VG 90 (1949) - caccia monomotore a getto ad ala alta imbarcato, tre esemplari costruiti di cui due completati
- Arsenal-Delanne 10